# Shim Jae-chul

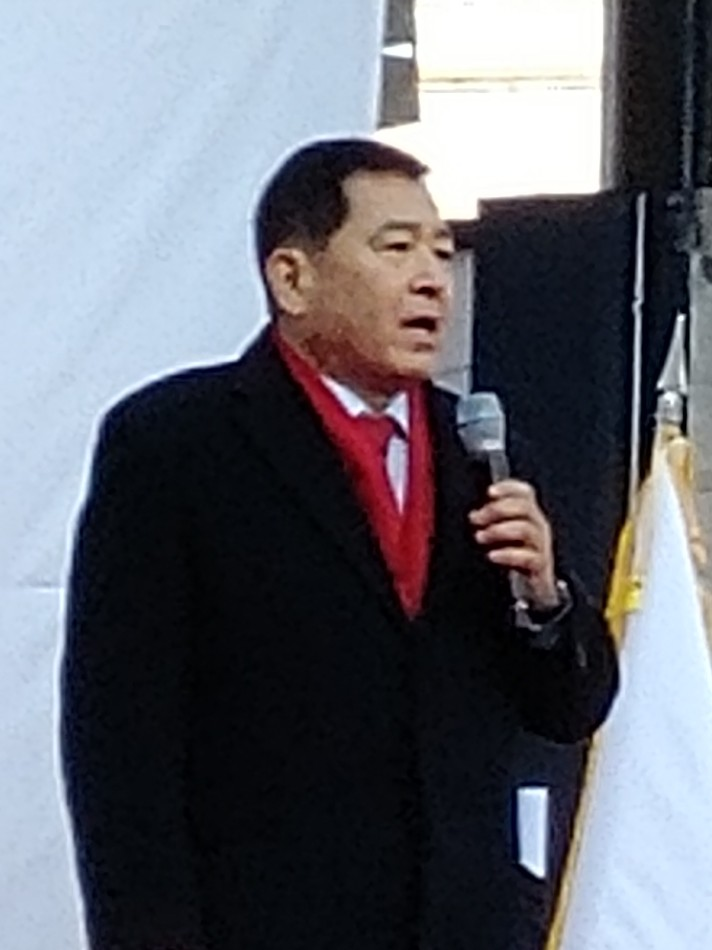
Shim Jae-chol (2019)

Shim Jae-chul (* 18. Januar 1958 in Gwangju) ist ein konservativer südkoreanischer Politiker und ehemaliges Mitglied der Gukhoe. Er gehört der Mirae-tonghap-Partei an und fungierte als deren Fraktionsvorsitzender im Parlament.
Shim repräsentierte in der Nationalversammlung seit Mai 2000 den Dongan-gu der Anyang. Bei der Parlamentswahl in Südkorea 2020 verlor er seine Wiederwahl. Nachdem daraufhin der Parteivorsitzende der Mirae-tonghap-Partei Hwang Kyo-ahn, nach der Wahlniederlage umgehend zurücktrat, übernahm Shim interimistisch die Partei.